# 고노에 모토자네
고노에 모토자네(일본어: 近衛基実, 고지 2년(1143년) ~ 에이만 2년 음력 7월 26일(1166년 8월 23일))는 헤이안 시대 말기의 공경이다. 정2위·섭정·관백·좌대신. 통칭은 로쿠조 섭정(六条摂政). 관백 후지와라노 다다미치의 사남이다.
| 전임 후지와라노 다다미치 | 후지와라 씨장자 (헤이안 시대) 1158년 ~ 1166년 | 후임 마쓰도노 모토후사 |

| 전임 (후지와라노 다다미치) | 제1대 고노에 가문 당주 1162년 ~ 1166년 | 후임 고노에 모토미치 |

| 전임 공백(후지와라노 다다미치) | 제14대 섭정 (인신섭정, 헤이안 시대) 1165년 ~ 1166년 | 후임 마쓰도노 모토후사 |

| 전임 후지와라노 다다미치 | 제20대 관백 (헤이안 시대) 1158년 ~ 1165년 | 후임 공백(마쓰도노 모토후사) |